# Cats and Dogs (Royal Trux)
Cats and Dogs è il quarto album in studio del gruppo musicale statunitense Royal Trux, pubblicato nel 1993.

## Tracce
Testi e musiche di Neil Hagerty e Jennifer Herrema.
1. Teeth – 5:04
2. The Flag – 2:23
3. Friends – 2:37
4. The Spectre – 2:07
5. Skywood Greenback Mantra – 3:10
6. Turn of the Century – 7:04
7. Up the Sleeve – 4:26
8. Hot and Cold Skulls – 2:33
9. Tight Pants – 2:29
10. Let's Get Lost – 3:01
11. Driving in That Car (With the Eagle on the Hood) – 6:50

## Formazione
- Jennifer Herrema – voce
- Neil Hagerty – chitarra
- Mike Kaiser – chitarra
- Ian Willers – batteria
- Brian Smith – percussioni